# Отрадинська сільська рада
Отра́динська сільська рада (рос. Отрадинский сельский совет) — муніципальне утворення у складі Куюргазинського району Башкортостану, Росія. Адміністративний центр — село Стара Отрада.

## Населення
Населення — 1078 осіб (2019, 1184 в 2010, 1250 в 2002).

## Склад
До складу поселення входять такі населені пункти:
| Населений пункт       | Населення, осіб (2002) | Населення, осіб (2010) |
| --------------------- | ---------------------- | ---------------------- |
| Нова Отрада, присілок | 134                    | 129                    |
| Нова Уралка, присілок | 220                    | 232                    |
| Ольховка, хутір       | 27                     | 16                     |
| Савельєвка, присілок  | 51                     | 40                     |
| Самарцево, присілок   | 5                      | 1                      |
| Стара Отрада, село    | 569                    | 529                    |
| Ямангулово, присілок  | 244                    | 237                    |